# Хмельницька кондитерська фабрика «Кондфіл»
ТОВ «Хмельницька кондитерська фабрика „Кондфіл“» (скорочено Хмельницька кондитерська фабрика, ТОВ ХКФ «Кондфіл») — українська кондитерська фабрика, розташована у Хмельницькому.

## Історія підприємства
Фабрика займала старовинну двоповерхову будівлю, зведену на початку 20 століття для потреб спиртоочисного складу Акцизного управління, побудованого у 1905 і який існував до 1924.
1927 в Проскурові засновано цукеркову фабрику, яка згодом переїхала на площі колишнього спиртоскладу.
У 1960-ті добудовано нові цехи кондфабрики. У радянський період підприємство входило до складу Хмельницького пивоб'єднання Укрхарчопрому. Було одним з провідних у області та республіці.
У 1990-ті відбулися зміни у формі власності підприємства, викликані переходом на ринкові форми функціонування.

Попри економічні негаразди, кондитерська фабрика в Хмельницькому навіть у 1990-ті намагалася нарощувати обсяги виробництва. Так, у 1996 було вироблено 6736 тонн кондвиробів, у 1997 вже 8014 тон, а 1998-го — 8304 тони, 1999-го — 9528 тон, 2000-го — 10832 тони. Потім темпи виробництва коливалися: 10505 тон (2001), 7123 тони (2002), 6400 тон (2003), 7816 тон (2004), 7232 тон (2005)кондвиробів. Часткове зниження обсягів виробництва у 2002 році сталося через скорочення експорту кондитерських виробів, що в свою чергу було результатом запровадження урядом Російської Федерації економічних санкцій щодо кондитерських виробів, зокрема карамелі, вироблених в України.

«Хмельницька кондитерська фабрика» (2009)

У 2000-х ЗАТ ХКФ «Кондфіл» є закритим акціонерним товариством, яке працює стабільно і з прибутком; це міцна команда спеціалістів, що постійно підвищує свій технічний і професійний рівень. Колектив підприємства налічує понад 800 працюючих, основна частина якого — молодь. В умовах жорсткої конкуренції та насичення внутрішнього ринку України імпортною продукцією, в ряд першочергових поставлено завдання по підвищенню якості продукції фабрики, задля чого у виробничій сфері ведуться роботи із впровадження енергозберігаючих технологій, застосуванню нових видів сировини та матеріалів.
За останній час наряду з обладнанням минулого покоління на Хмельницькій кондитерській встановлено сучасні лінії, зокрема: лінії з виготовлення шоколадної глазурі, автоматизована лінія з випуску шоколадних цукерок з начинкою типу «Стріла», вафельних цукерок та печива; оновлюється і вдосконалюється обладнання, встановлено декілька горизонтально-пакувальних машин типу «FLOWPAC»; реконструйовано із заміною обладнання відділення обсмажування горіхів, створено окреме відділення виробництва збивних сортів цукерок, дільницю виготовлення корексів, проведено реконструкцію асортиментного цеху з метою розширення технологічних можливостей, реконструйовано та вдосконалено лінію з випуску карамелі. Також створено власний автомобільний парк, який повністю задовольняє потреби виробництва і надає послуги населенню.
Від 1998 на підприємстві проводиться сертифікація продукції. На сьогодні в системі УкрСЕПРО, в системі сертифікації Держстандарту Росії сертифіковано 100 % продукції з терміном зберігання понад 30 діб. Одержані сертифікати на серійне виробництво на всі групи продукції, що випускаються фабрикою. У 1999 році проведена атестація карамельного виробництва. Розпочата робота з розробки та впровадження системи якості згідно з міжнародними стандартами ISO серії 9000 версії 2000 року.

## Асортимент продукції
Виробничі потужності Хмельницької кондитерської фабрика «Кондфіл» (2000-ні) — до 12 тисяч тонн солодощів на рік. На підприємстві використовуються місцеві види сировини: волоський горіх, ядро соняшника, мед, цикорій, пюре горобинове, вишневе, сливове, яблучне, морквяне. Продукція хмельницький кондитерів добре зарекомендувала себе в Україні та за її межами, адже значна її доля відправляється на експорт.
На підприємстві налагоджено виробництво карамелі льодяникової та з начинкою; драже цукрового, горіхового, фруктового; цукерок, глазурованих кондитерською, шоколадною глазур'ю; неглазурованих вафель п'яти- та дев'ятишарових, асортимент яких задовольнить найвибагливішого споживача і нараховує понад 200 найменувань.
З другої половини 2000-х років підприємство спеціалізується на виготовленні шоколадних і помадкових цукерок, зокрема у коробках.

## Виноски
1. ↑  Хмельницька кондитерська фабрика «Кондфіл» [Архівовано 2011-10-16 у Wayback Machine.] на сайті www.rada.com.ua (Каталого підприємств України)
2. ↑  Шевченка, 69. Кондитерська фабрика // Єсюнін С. М. Вулиці Хмельницького, Тернопіль: В. П. Андріїшин, 2005, стор. 99
3. ↑  Фабрика [Архівовано 2010-12-13 у Wayback Machine.] на Офіційна вебсторінка підприємства [Архівовано 2010-12-13 у Wayback Machine.]
4. ↑  Продукція (Хмельницької кондитерської фабрики «Кондфіл») [Архівовано 2010-12-14 у Wayback Machine.] на Офіційна вебсторінка підприємства [Архівовано 2010-12-13 у Wayback Machine.]